# اويجدان (مقاطعة كلاردشت)
اويجدان (بالفارسية: اویجدان) هي قرية تقع في قسم كلاردشت الغربي الريفي (مقاطعة كلاردشت) في إيران. يقدر عدد سكانها بـ 431 نسمة بحسب إحصاء 2016.